# كريتي شيشي
كريتي شيشي (بالإنجليزية: Crête Sèche)‏ هو أحد جبال سلسلة كتلة مونت بلاك وجزء من القمة الأم يقع في كانتون فاليز، سويسرا. يبلغ ارتفاع الجبل حوالي 3024 متر، بينما يبلغ ارتفاع نتوء الجبل 100 متر.